# Luniz
I Luniz sono un duo rap statunitense, originario di Oakland (California) formato dai rapper Yukmouth e Numskull. 
Il loro primo successo internazionale fu il brano "I Got 5 on It" pubblicato nel 1995, in due versioni, nell'album "Operation Stackola".

## Discografia

### Album
- 1995 – Operation Stackola
- 1998 – Lunitik Muzik
- 2002 – Silver & Black
- 2005 – We Are the Luniz

### Raccolte
- 1997 – Bootlegs & B-Sides
- 2005 – Greatest Hits

### Singoli
- 1995 - I Got 5 on It
- 1995 - Playa Hata
- 1997 - Jus Mee & U
- 1998 - Hypnotized
- 2002 - Oakland Raider
- 2004 - A Piece of Me (feat. Fat Joe + Joshua T)